# Ursus (ciągnik rolniczy)

Logo Ursusa

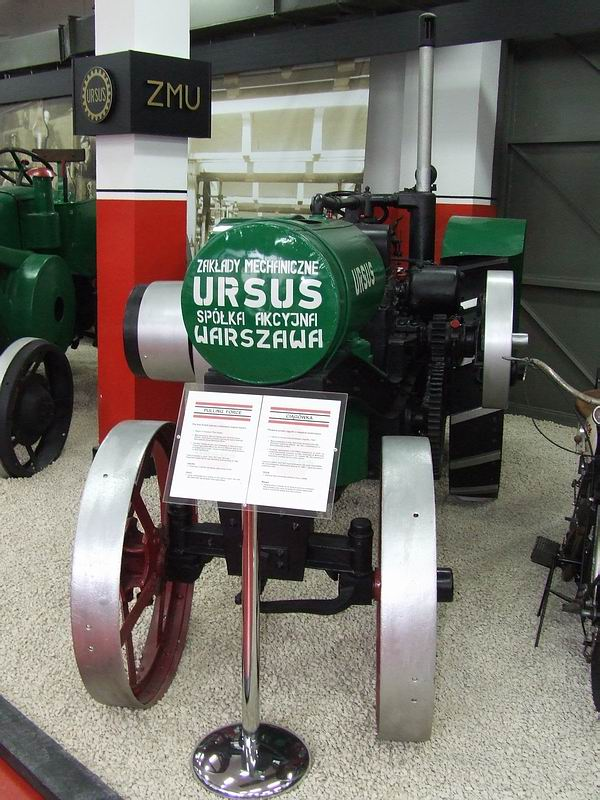
Ciągówka

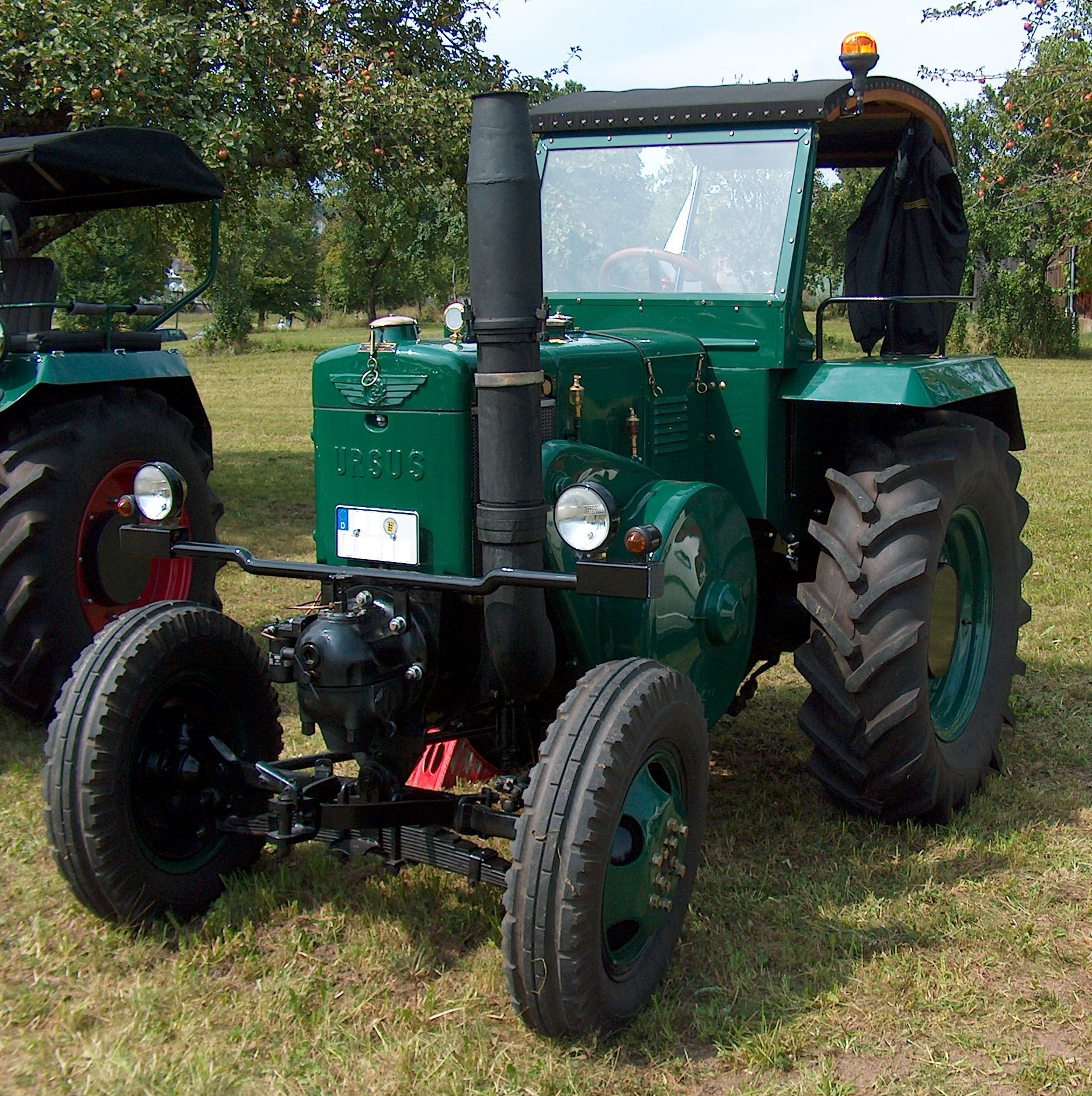
Ursus C-451 (1954–1959)

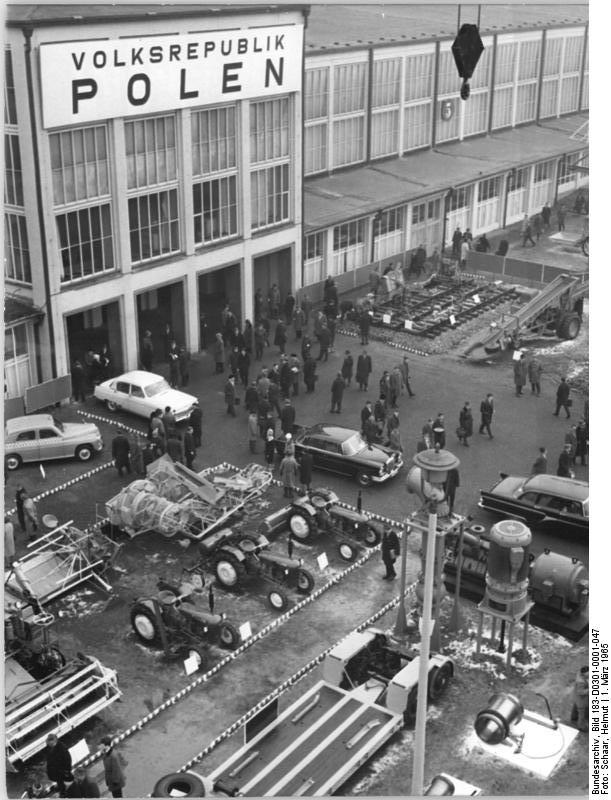
Polskie Ursusy na Targach Lipskich w 1965 roku

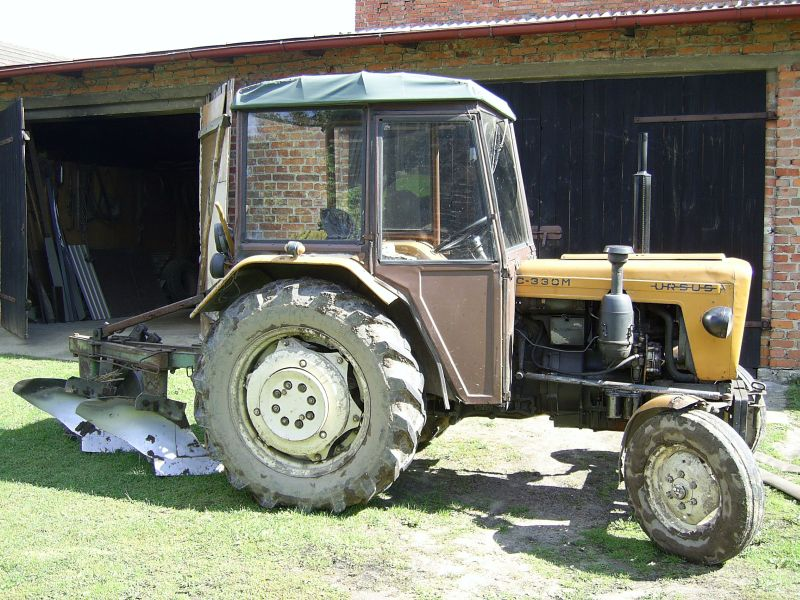
Ursus C-330 (1967-1992)

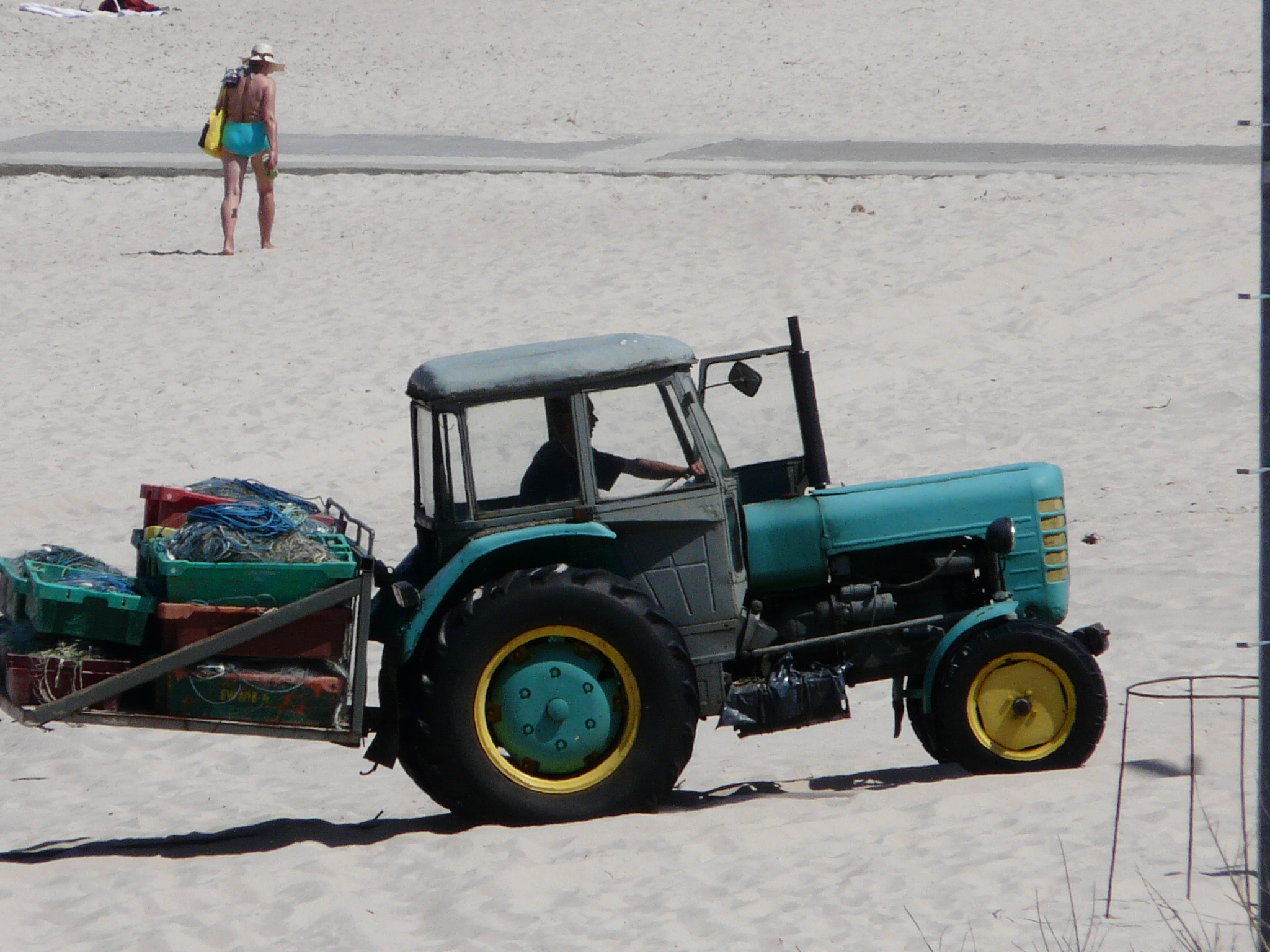
Ursus C-4011 na plaży w Niechorzu

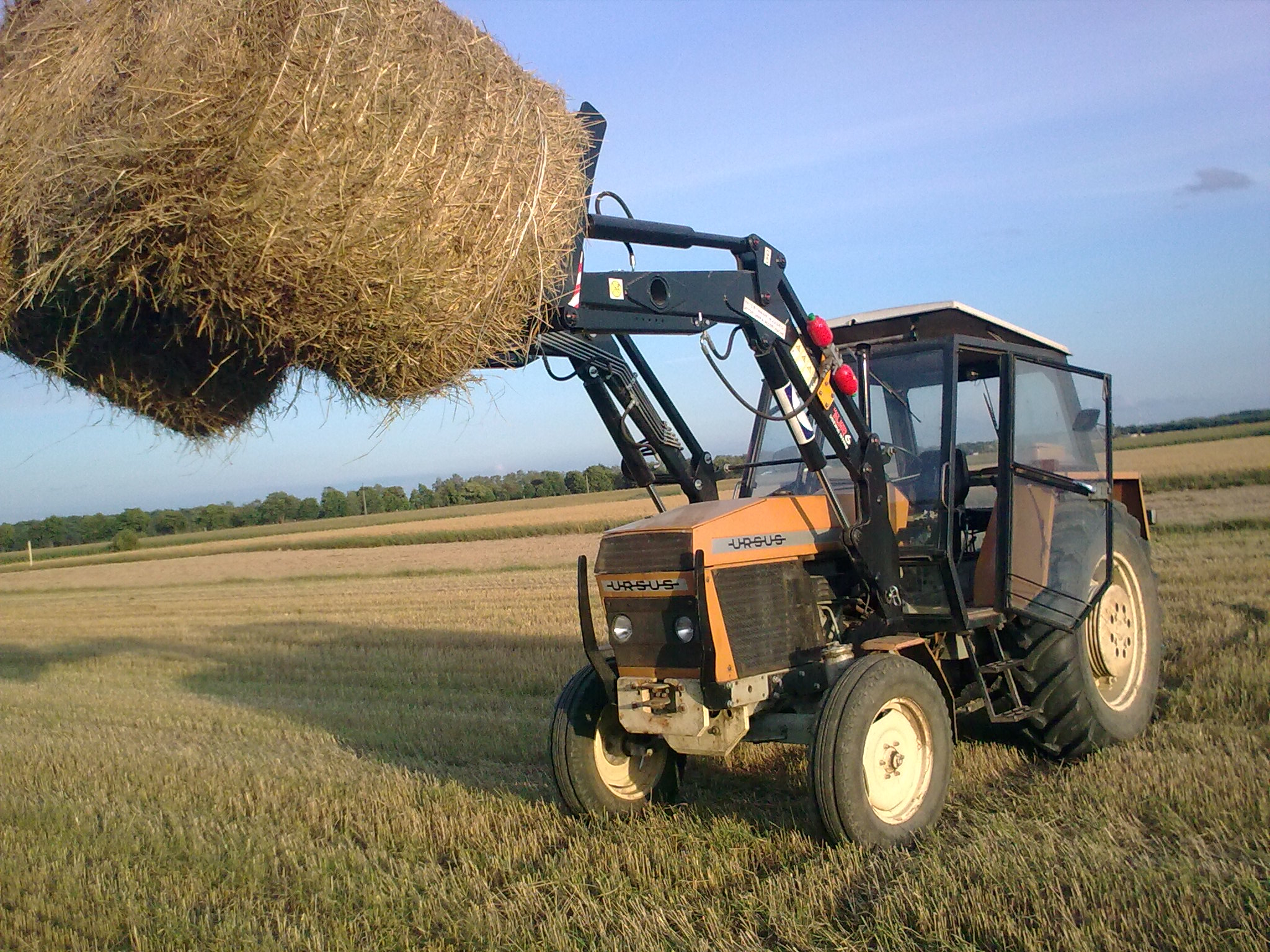
Ursus 912 z 1985 roku

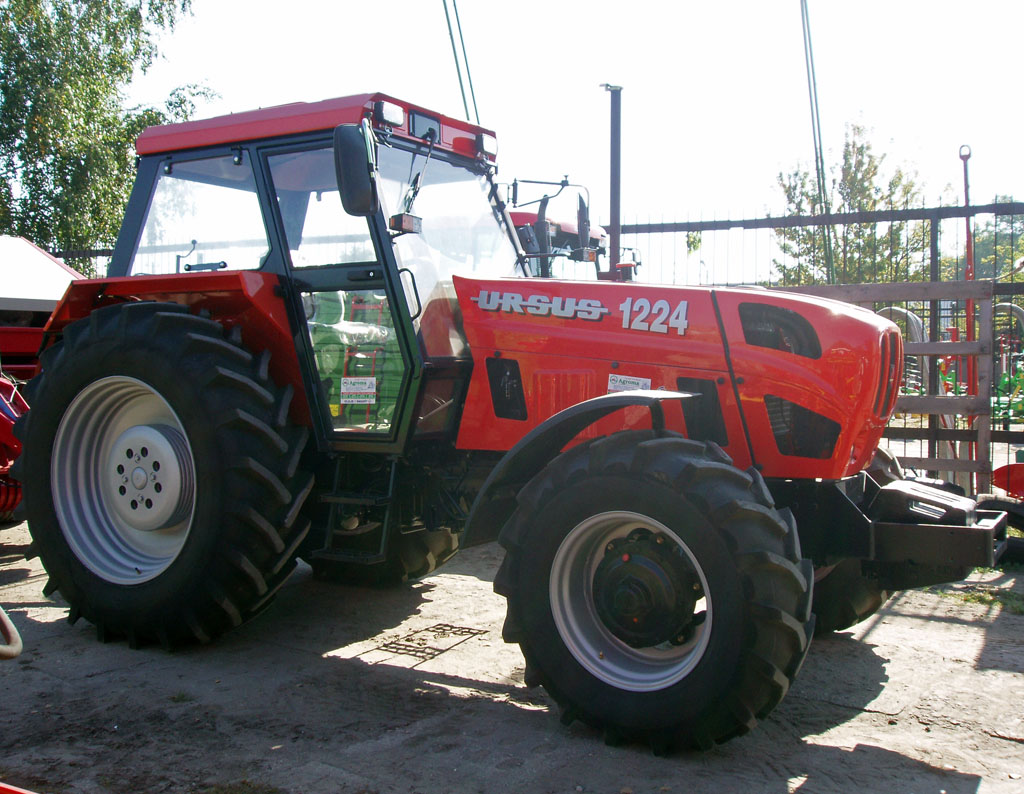
Ursus 1224

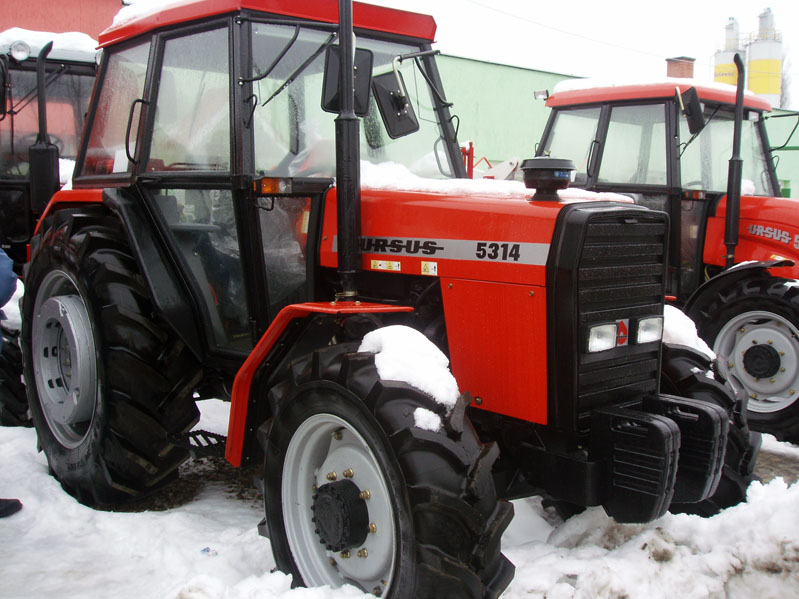
Ursus 5314 Agro

Ursus – rodzina ciągników rolniczych produkowanych w Zakładach Mechanicznych Ursus w warszawskiej dzielnicy Ursus, a od 2011 roku – montowanych w firmie Ursus S.A. (dawniej Pol-Mot Warfama SA) w Lublinie.

## Najstarsze modele
Pierwszy prototyp ciągnika rolniczego mającego zastąpić przestarzałego C-45, opracowano w 1957 roku. Model będący licencją czechosłowackiej firmy Zetor na ciągnik Zetor 4011 i jego kolejne modernizacje. Był to Ursus C-325, jego następcą był Ursus C-328 i Ursus C-330.

## Ciągniki ciężkie
W I połowie lat 60. dzięki porozumieniu rządów Polski i Czechosłowacji powstał w Brnie Polsko-Czechosłowacki Ośrodek Badawczo-Rozwojowy Ciągników (PCOBRC). Zostało oddelegowanych tam kilkunastu inżynierów polskich pod kierunkiem inż. Czesława Sławskiego i ich zadaniem było wspólne opracowanie ciężkiego ciągnika rolniczego klasy 1.4 t, który otrzymał roboczą nazwę NUR 1.4. Stał się on protoplastą całej rodziny ciągników ciężkich. Produkcja seryjna Ursusa C-385, który w Czechosłowacji był produkowany jako Zetor 8011, ruszyła w lipcu 1969 roku. Inwazja wojsk układu warszawskiego na Czechosłowację wstrzymała dalsze prace rozwojowe ciągników ciężkich w PCOBC w Brnie aż do lat 80.
Modernizacja M87 pojawiła się na taśmach montażowych w 1990 roku. W jej skład wchodzi 10 typów o mocach od 58,8 kW do 113,8 kW. Najważniejsze zmiany to wprowadzenie zsynchronizowanej skrzyni biegów, hydraulicznego sterowania sprzęgłem głównym z samoczynną regulacją luzu na pedale, możliwość wyposażenia na żądanie w przedni WOM i trójpunktowy układ zawieszenia, całkowicie nowa komfortowa kabina z zupełnie nowym ergonomicznym wyposażeniem: nowa deska rozdzielcza, sterowanie podnośnikiem i hydrauliką, wychylną kierownicą, podwieszonymi pedałami.

## Ciągniki licencyjne
W latach 1968–1972 były prowadzone w biurze konstrukcyjnym prace nad nową, polską rodziną ciągników rolniczych o mocy 22-60 kW (prototypy z serii U). Prototypy, po badaniach w Polsce, jak i za granicą, uzyskały bardzo wysokie oceny. Nigdy nie weszły do seryjnej produkcji, ponieważ dla „Ursusa” wybrano licencyjną drogę rozwoju. Swoje ciągniki zaoferowały 4 firmy: Deutz, Fiat, International Harvester (IHC) i Massey Ferguson. Wybrano firmę Massey-Ferguson, której ciągniki były przedmiotem licencji zakupionej w 1974 roku przez Polskę, była zaliczana do największych producentów ciągników na świecie. Oprócz Kompleksowej licencji na ciągniki rolnicze MFP nr Li-1118 zostały zakupione również licencje na podzespoły: Li -1444 Zespoły pneumatyki hamulcowej do ciągnika rolniczego MFP od WABCO – RFN, Li-1460 Alternatory do MFP i do Fiata 126p, Li-1180 Silnik wysokoprężny 6-cylindrowy Perkins, Li-1118 Rotacyjna pompa wtryskowa od Lucas CAV – Anglia. Do produkcji w ZPC Ursus wybrano 12 modeli z 2 serii: pomostowej 200 i kabinowej 500. Montaż szkoleniowy ciągnika MF 235, z części dostarczanych przez licencjodawcę, rozpoczęto dopiero po 5 latach od podpisania kontraktu. Opóźnienia inwestycyjne wstrzymały uruchomienie produkcji pozostałych modeli ciągników, których sumaryczna liczba produkowanych w ZPC Ursus miała wynosić 100 000 ciągników rocznie.

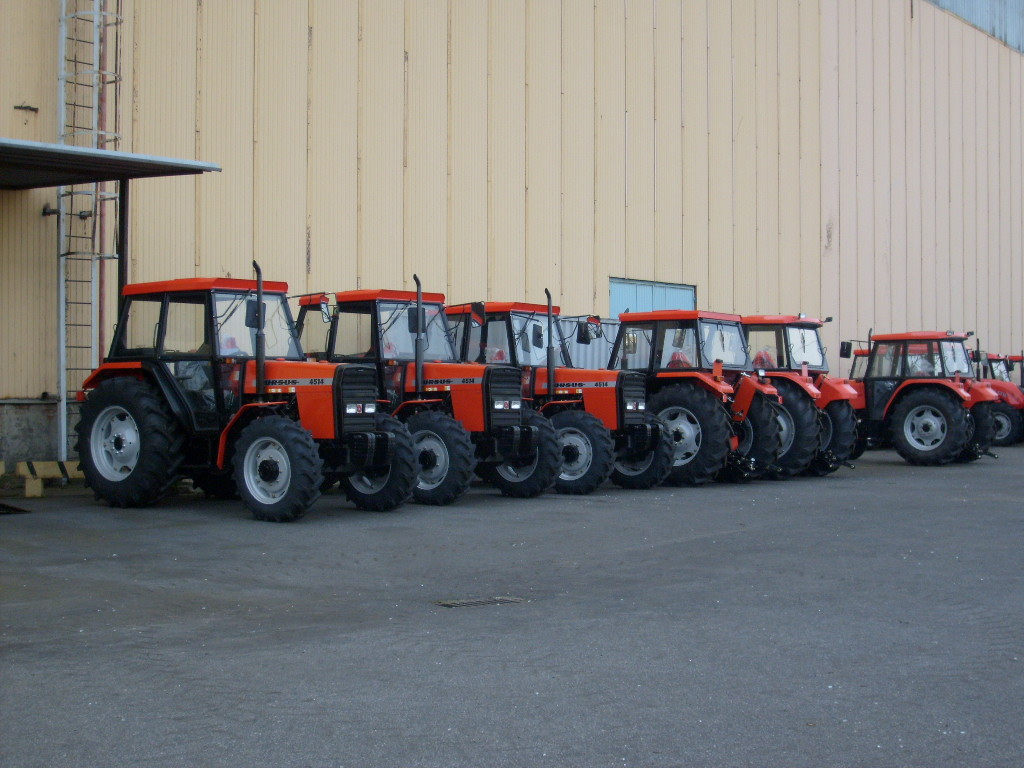
Ursusy postlicencyjne przed jedną z hal ZM Ursus

Po wygaśnięciu licencji, dokonano drobnych modernizacji, zmieniono system oznaczania modeli oraz koparko-ładowarki zabudowane na ciągnikach ursus 5312 oraz 5314.

## Seria A
20 grudnia 2011 roku firma POL-MOT Warfama SA (od 2012 URSUS S.A.) rozpoczęła montaż ciągników w zakładzie byłej Fabryki Samochodów Ciężarowych w Lublinie, a następnie sprzedawanych pod marką Ursus. Od 2014 roku produkowany jest Ursus 11054.

## Traktoriada
W latach 2002–2007 grupa polskich podróżników podróżowała Ursusem (model 6014) po bezdrożach Ameryki Południowej, łącznie ponad 20 000 kilometrów.
6 stycznia 2017 rozpoczęto kolejny etap Traktoriady Ursusem C-328 z 1964 roku.